# (2892) Filipenko
(2892) Filipenko (1983 AX2) – planetoida z pasa głównego asteroid okrążająca Słońce w ciągu 5,64 lat w średniej odległości 3,17 j.a. Odkryta 13 stycznia 1983 roku.